# قائمة الأفلام المصرية سنة 1957
هذه قائمة بالأفلام المصرية لسنة 1957 مرتبة أبجديا:

## ألف
- ابن حميدو
- إسماعيل يس في الأسطول
- إسماعيل يس في دمشق
- إسماعيل يس في مستشفى المجانين
- إغراء
- امسك حرامي

## الباء
- بنات اليوم
- بورسعيد

## الراء
- رد قلبي

## الزاي
- الزوجة الثانية

## السين
- سجن أبو زعبل

## الطاء
- الطاهرة

## العين
- علموني الحب

## الغين
- غرام المليونير

## الفاء
- الفتوة
- فتى أحلامي

## الكاف
- الكمساريات الفاتنات

## اللام
- لا أنام
- لن أبكي أبدا

## النون
- نساء في حياتي

## الواو
- الوسادة الخالية